# Sebastiania eglandulata
Sebastiania eglandulata là một loài thực vật có hoa trong họ Đại kích. Loài này được (Vell.) Pax miêu tả khoa học đầu tiên năm 1912.